# Nadvojvoda
Nadvojvoda (ženski oblik nadvojvotkinja; njem. Erzherzog, ženski oblik Erzherzogin; lat. archidux, ženski oblik archiducissa), visoka titula plemstva u rangu iznad vojvode, a ispod kralja, uglavnom u uporabi u Habsburškoj i Habsburško-lorenskoj kući.
Teritorij kojim vlada nadvojvoda ili nadvojvotkinja naziva se nadvojvodina ili nadvojvodstvo.

## Adresa
Pošto je nadvojvoda bio rang uglavnom rezerviran za habsburšku cesarsku i kraljevsku obitelj, ispravan oblik adrese glasio je "Cesarska i Kraljevska Visost". Uobičajeno se smatra višom titulom od "Cesarske Visosti", titule rezervirane za careve potomke i "Kraljevske Visosti", korištene za označivanje kraljeva potomka. Općenito se smatra najvišom varijacijom titule "Visosti". 